# Административное деление Таиланда

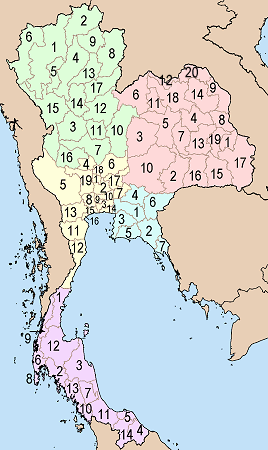
Регионы Таиланда:
Северный Таиланд
Исан
Центральный Таиланд
Восточный Таиланд
Южный Таиланд

Таиланд подразделяется на 77 провинций (тайск. จังหวัด, «чангват»), включая и столицу Бангкок, бывшую в 1972— 2013 годах муниципальным образованием.
Каждая провинция подразделяется на районы — по состоянию на 2011 год, всего насчитывается 878 районов (อำเภอ, «ампхе», amphoe) и 50 городских районов Бангкока (เขต, кхет, khet). В каждой из провинций есть один центральный район (อำเภอเมือง, «ампхемыанг», amphoe mueang, например, для провинции Чиангмай это «Ампхемыанг Чиангмай» (Amphoe Mueang Chiang Mai)). Исключением является Аютия (Ayutthaya), где и провинция, и центральный район полностью называются «Пхра Накхон Си Аюттхайя» (Phra Nakhon Si Ayutthaya). До 2007 года существовал 81 малый район (กิ่งอำเภอ, «кингампхе», king amphoe, дословно: «ветка ампхе»), после чего они были преобразованы в обычные ампхе.
В Бангкоке районы города называются кхет (เขต), которые далее делятся на квэнги (แขวง), примерно подобные тамбонам (общины или подрайоны) в других провинциях.
Тамбон (ตำบล) далее делится на мубаны (หมู่บ้าน), то есть посёлки (деревни).

## Городские (муниципальные) образования
Помимо указанного административного деления населённые пункты Таиланда делятся на большие и (средние) города, посёлки и деревни, которым переданы некоторые функции районов и общин на принадлежащей городу территории.
Три уровня административного деления городских (муниципальных) образований (เทศบาล, тхетсабан):
- крупный город (тхетсабаннакхон): свыше 50 тысяч жителей, плотность населения выше 3 тыс. человек на 1 км²
- (средний) город (тхетсабанмыанг): свыше 10 тысяч жителей, плотность населения выше 3 тыс. человек на 1 км² — или центр провинции
- посёлок (малый город, тхетсабантамбон): свыше 5 тысяч жителей, плотность населения выше 1,5 тыс. человек на 1 км²

Несмотря на своё название, тхетсабантамбон (букв. «общинный город») совсем не обязательно совпадает с отдельной общиной (тамбоном).

## Административное деление в прошлом
С начала XX века до 1932 года существовала ещё одна более крупная административная единица — монтхон (มณฑล, округ), при этом некоторые из крупнейших монтхонов подразделялись на боривены (บริเวณ). Первые провинции получили название мыанг, поскольку образовались из исторических городов-государств. Были мыанги, напрямую подчинявшиеся Бангкоку (то есть похожие на современные провинции), и были мыанги, управлявшиеся более сильными соседними мыангами или входящие в состав полузависимых государств.
В 1906 году начался переход к термину чангват, завершившийся в 1916 году.
Ранее муниципальный уровень составляли сукхапхибан (санитарные районы, สุขาภิบาล), которые в основном выполняли такие санитарные функции как вывоз мусора. Административное деление было создано в 1898 году, в мае 1999 года все они были преобразованы в тхетсабантамбон.

## Неофициальное административное деление
Окружающие Бангкок провинции именуются Большим Бангкоком (ปริมณฑล, паримонтхон), поскольку развивающаяся столица уже захватывает эти районы.
4 региона Таиланда — север, северо-восток, юг и центральный регион обычно используются только для целей статистики. Иногда выделяют и другие регионы.